# CD Huachipato
Club Deportivo Huachipato ist ein chilenischer Fußballverein aus Talcahuano. Der Verein wurde 1947 gegründet und trägt seine Heimspiele im Estadio CAP aus, das Platz bietet für 10.579 Zuschauer. Huachipato wurde 1974, in der Clausura 2012 und 2023 und chilenischer Meister.

## Geschichte
Der Verein Club Deportivo Huachipato wurde am 7. Juni des Jahres 1947 von Arbeitern des lokalen Stahlwerks Siderúrgica Huachipato gegründet. Wenig später trug der neue Verein sein erstes Spiel aus. Auch seine Anhänger fand Club Deportivo zunächst bei den Mitarbeitern des örtlichen Stahlindustrieunternehmens. Die Vereinsfarben des Vereins wurden auf blau und schwarz festgelegt. Als Stadion diente dem Verein zunächst ein Sportplatz in Talcahuano, dem Heimatort von CD Huachipato. Im Jahre 1960 baute der Verein dann das Estadio Las Higueras, das dem Verein 48 Jahre lang als Heimstätte diente, ehe es 2008 abgerissen wurde und durch das Estadio CAP ersetzt wurde.
CD Huachipato begann seine fußballerischen Aktivitäten zunächst in unteren chilenischen Ligen. Anfang der Sechzigerjahre wurde der Club dann einem breiteren Publikum bekannt, als man erstmals in höhere Spielklassen aufstieg. Nachdem Huachipato 1965 seine erste Saison in der Segunda División, der zweiten Fußballliga in Chile, spielte und sich dort etablierte, gelang zwei Jahre später der erstmalige Sprung in die Primera División. Dort belegte Huachipato in der Premierensaison einen guten sechsten Tabellenplatz. In den Jahren darauf konnte der Verein immer gute Platzierungen erringen. In der Saison 1974 belegte man nach 34 Spieltagen den ersten Tabellenplatz vor CD Palestino, CSD Colo-Colo und Unión Española und gewann somit zum ersten Mal die chilenische Fußballmeisterschaft. Durch den ersten Platz in der Primera División qualifizierte sich CD Huachipato auch für die Copa Libertadores des Jahres 1975. Dort scheiterte der Klub in der ersten Gruppenphase als Zweiter hinter dem Landesrivalen und späteren Finalisten Unión Española. In den folgenden Jahren spielte CD Huachipato fast durchgängig in der Primera División. Der Verein gewann in den Jahren 1979 und 1983 zweimal die Torneo Apertura Segunda Division, den nationalen Pokalwettbewerb Chiles für die Mannschaften der zweiten Liga.
In der Saison 2012 gelang dem Team von CD Huachipato eine große Überraschung. Nach einem sechsten Platz im Torneo Clausura 2012 besiegte man in den Playoff-Spielen nacheinander CD Palestino, die Rangers de Talca sowie im Endspiel Unión Española und gewann erstmals seit 1974 wieder die chilenische Fußballmeisterschaft. Der Sieg gegen Unión Española kam im Elfmeterschießen des Rückspiels zustande, nachdem sowohl Hin- als auch Rückspiel mit einem 3:1-Erfolg für die jeweilige Heimmannschaft zu Ende gegangen waren.

## Erfolge
- Primera División: 3× (1974, 2012-C, 2023)

- Zweitligameister: 1× (1966)

- Torneo Apertura Segunda Division: 2× (1979, 1983)

- Teilnahme an der Copa Libertadores: 2×

1975: erste Gruppenphase
2013: Gruppenphase
- Teilnahme an der Copa Sudamericana: 1×

2006: erste Runde

## Bekannte Spieler
- Diego Ruiz, im Verein von 2005 bis 2007
- Luis Eyzaguirre, WM-Teilnehmer 1962 und 1966, von 1968 bis 1971 im Verein
- Alberto Fouillioux, WM-Teilnehmer 1962 und 1966, ein Jahr im Verein
- Gonzalo Jara, WM-Teilnehmer 2010, aus der Jugend des Vereins
- Rodrigo Millar, WM-Teilnehmer 2010, 1999 bis 2006 im Verein
- Andrés Scotti, uruguayischer Nationalspieler, ein Jahr im Verein
- Jorge Vargas, ehemaliger Nationalspieler, ein Jahr im Verein